# Stettberg (Geslau)

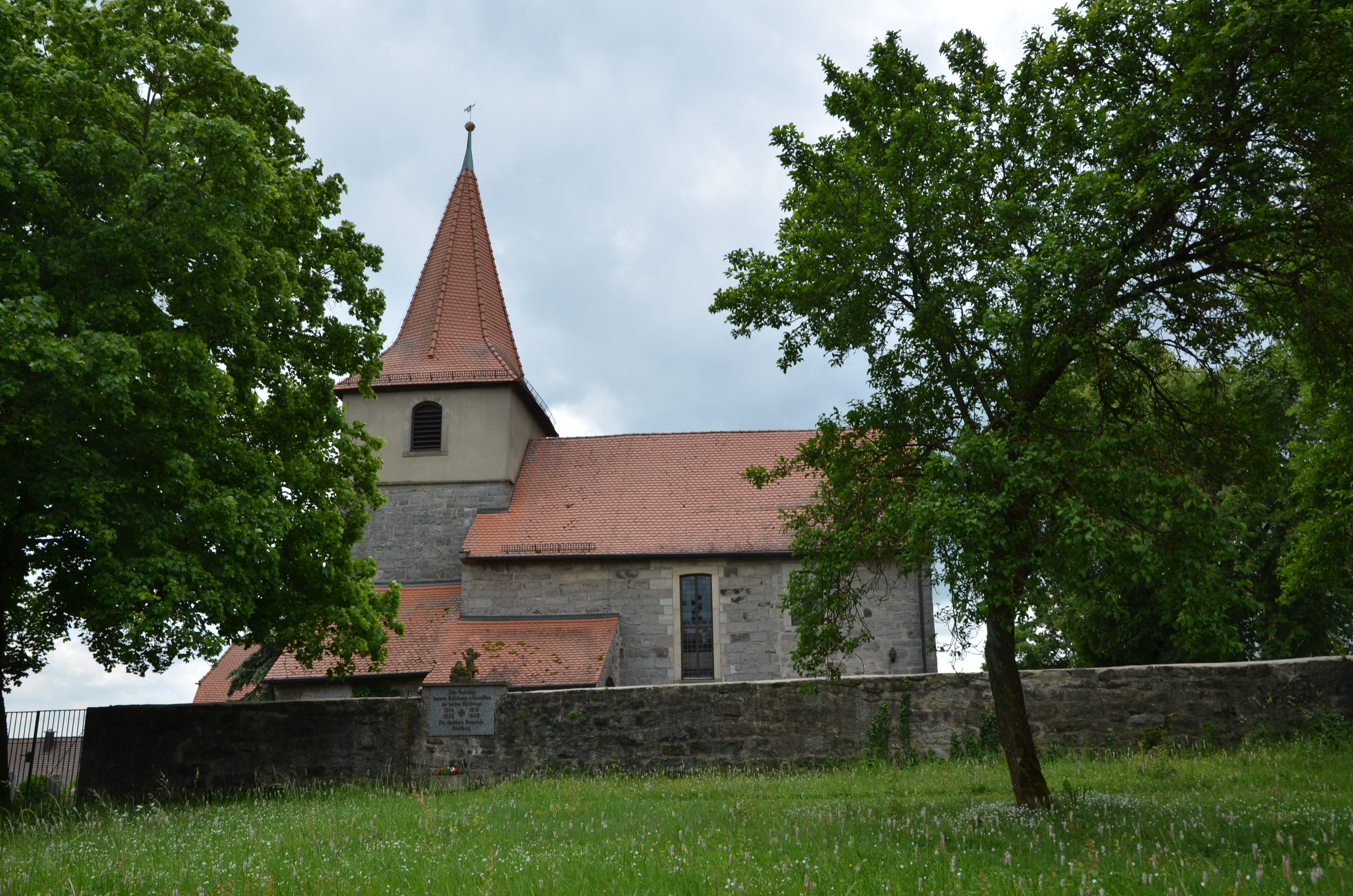
St. Nikolaus

Stettberg ist ein Gemeindeteil der Gemeinde Geslau im Landkreis Ansbach (Mittelfranken, Bayern). Die Gemarkung Stettberg hat eine Fläche von 4,442 km². Sie ist in 312 Flurstücke aufgeteilt, die eine durchschnittliche Fläche von 14.325,94 m² haben.

## Geografie
Das Kirchdorf liegt am Ödenbach, einem linken Zufluss des Kreuthbachs, der wiederum ein rechter Zufluss der Altmühl ist. 0,5 km nordwestlich erhebt sich der Rabenbuck, im Nordosten liegt das Rothfeld, im Osten das Dürrfeld.
Gemeindeverbindungsstraßen führen zur Staatsstraße 2250 (0,9 km südlich), nach Binzwangen (2,3 km östlich), nach Cadolzhofen zur Kreisstraße AN 8 (1,5 km nördlich) und ebenfalls zur AN 8 bei Burghausen (2,5 km nördlich). Durch den Ort verläuft der Fränkische Marienweg.

## Geschichte
Im 16-Punkte-Bericht des brandenburg-ansbachischen Oberamts Colmberg von 1608 wurden für Stettberg 23 Mannschaften verzeichnet: 11 Anwesen unterstanden dem Kastenamt Colmberg, 2 Anwesen dem Hofkastenamt Ansbach, 2 Anwesen dem Klosterverwalteramt Sulz, 1 Anwesen dem Vogtamt Jochsberg und 7 Anwesen der Reichsstadt Rothenburg. Das Hochgericht übte das Vogtamt Colmberg aus. Im 16-Punkte-Bericht des Oberamts Colmberg von 1681 waren für Stettberg 25 Mannschaften verzeichnet: 12 Anwesen unterstanden dem Kastenamt Colmberg, 2 Anwesen dem Hofkastenamt Ansbach, 2 Anwesen dem Klosterverwalteramt Sulz, 1 Anwesen dem Vogtamt Jochsberg, 7 Anwesen der Reichsstadt Rothenburg und 1 Anwesen dem eichstättischen Stiftskapitel Herrieden. Das Hochgericht wurde vom brandenburg-bayreuthischen Schultheißenamt Markt Bergel strittig gemacht.
Gegen Ende des 18. Jahrhunderts gab es in Stettberg 26 Anwesen. Das Hochgericht übte nun das Schultheißenamt Markt Bergel aus. Die Dorf- und Gemeindeherrschaft hatte das Vogtamt Colmberg. Grundherren waren das Fürstentum Ansbach (13 Anwesen; Hofkastenamt Ansbach: 1 Gut, 1 Mühle; Kastenamt Colmberg: 1 Gütlein, 2 Söldengütlein, 1 Söldengütlein mit Schmiede, 3 Köblergüter, 1 Haus; Klosterverwalteramt Sulz: 1 Hof; Vogtamt Jochsberg: 1 Köblergut mit Wirtshaus; Spital Ansbach: 1 Hof), das Stiftskapitel Herrieden (1 Hof), die Pfarrpfründe Colmberg (4 Köblergüter), die Pfarrei Binzwangen (1 Köblergut), das Hospital Rothenburg (2 Köblergüter) und die Reichsstadt Rothenburg (1 Hof, 1 Halbhof, 3 Köblergüter). Neben den Anwesen gab es noch die Kirche und kommunale Gebäude (Schulhaus, Hirtenhaus, Armenhaus mit Brechhaus). Von 1797 bis 1808 unterstand der Ort dem Justizamt Leutershausen und Kammeramt Colmberg.
1806 kam Stettberg an das Königreich Bayern. Im Rahmen des Gemeindeedikts wurde Stettberg dem 1808 gebildeten Steuerdistrikt Binzwangen und der 1810 gegründeten Ruralgemeinde Binzwangen zugeordnet. Mit dem Zweiten Gemeindeedikt (1818) entstand die Ruralgemeinde Stettberg. Sie war in Verwaltung und Gerichtsbarkeit dem Landgericht Leutershausen zugeordnet und in der Finanzverwaltung dem Rentamt Colmberg. Von 1862 bis 1879 gehörte Stettberg zum Bezirksamt Ansbach, ab 1880 zum Bezirksamt Rothenburg ob der Tauber (1939 in Landkreis Rothenburg ob der Tauber umbenannt). Die Gerichtsbarkeit blieb beim Landgericht Leutershausen, von 1880 bis 1973 war das Amtsgericht Rothenburg ob der Tauber zuständig, das seit 1973 eine Zweigstelle des Amtsgerichts Ansbach ist. Die Finanzverwaltung wurde 1880 vom Rentamt Rothenburg ob der Tauber übernommen (1919 in Finanzamt Rothenburg ob der Tauber umbenannt, seit 1973 Zweigstelle des Finanzamts Ansbach). Die Gemeinde hatte 1964 eine Gebietsfläche von 4,429 km².
Am 1. Januar 1972 wurde Stettberg im Zuge der Gebietsreform in Bayern nach Geslau eingemeindet.

### Baudenkmäler
In Stetteberg gibt es vier Baudenkmäler:
- evang.-luth. Pfarrkirche St. Nikolaus, Chorturmkirche, romanisch, spätere Veränderungen; mit Ausstattung; Friedhof, Ummauerung im Kern mittelalterlich, mit Grabsteinen
- Haus Nr. 7: eingeschossiges Wohnstallhaus, Krüppelwalmdach, Fachwerkgiebel, um 1800
- Haus Nr. 21: eingeschossiges Fachwerkwohnstallhaus, um 1800
- Haus Nr. 27a: Bauernhof, Dreiseitanlage, eingeschossiges Fachwerkwohnstallhaus, 1857
- Haus Nr. 27b: Bauernhof, Dreiseitanlage, eingeschossiges Fachwerkwohnstallhaus, Mitte 19. Jahrhundert

ehemalige Baudenkmäler
- Haus Nr. 3: massives, eingeschossiges Wohnstallhaus mit verzahnten Eckquadern; in der Giebelwand Relief mit Rothenburger Wappen, bezeichnet „1733 P. K.“ Einfacher Fachwerkgiebel[15]
- zahlreiche, für das Ortsbild bestimmende Fachwerkscheunen des frühen 19. Jahrhundert.[15]

### Einwohnerentwicklung
| Jahr      | 1818   | 1840   | 1852   | 1855   | 1861   | 1867   | 1871   | 1875   | 1880   | 1885   | 1890   | 1895   | 1900   | 1905   | 1910   | 1919   | 1925   | 1933   | 1939   | 1946   | 1950   | 1952   | 1961   | 1970   | 1987  |
| Einwohner | 166    | 163    | 190    | 190    | 183    | 185    | 190    | 185    | 204    | 193    | 192    | 196    | 183    | 169    | 157    | 189    | 194    | 196    | 180    | 268    | 221    | 198    | 176    | 185    | 139   |
| Häuser    | 32     | 35     |        |        |        |        | 42     |        |        | 42     | 41     |        | 41     |        |        |        | 38     |        |        |        | 36     |        | 39     |        | 34    |
| Quelle    | [ 17 ] | [ 18 ] | [ 19 ] | [ 19 ] | [ 20 ] | [ 21 ] | [ 22 ] | [ 23 ] | [ 24 ] | [ 25 ] | [ 26 ] | [ 27 ] | [ 28 ] | [ 27 ] | [ 29 ] | [ 27 ] | [ 30 ] | [ 27 ] | [ 27 ] | [ 27 ] | [ 31 ] | [ 27 ] | [ 11 ] | [ 32 ] | [ 2 ] |

## Religion
Der Ort ist seit der Reformation evangelisch-lutherisch geprägt und bis heute nach St. Nikolaus (Stettberg) gepfarrt. Die Einwohner römisch-katholischer Konfession sind nach St. Johannis (Rothenburg ob der Tauber) gepfarrt.